# Isola di Santa Catalina (California)
Santa Catalina è un'isola dell'arcipelago delle Channel Islands in California, situata a circa 30 km dalle coste della Contea di Los Angeles di cui fa parte. È la più vicina delle Channel Islands e, secondo l'ultimo censimento del 2000, conta circa 3 696 abitanti. La città principale è Avalon che conta 3 127 abitanti.

## Attrazioni e turismo
Circa un milione di turisti visitano l'isola ogni anno.

### Collegamenti con il continente
L'isola di Catalina è servita dal traghetto e da un aeroporto dal nome "Airport in the Sky" (aeroporto nel cielo). I traghetti partono dalla contea di Orange a Newport Beach e a Dana Point; altri traghetti partono dalla Contea di Los Angeles a Long Beach, San Pedro e Marina del Rey. Il tragitto dura circa 1 ora e ha un prezzo di 65 dollari andata e ritorno. È disponibile un servizio di elicotteri da Long Beach e da San Pedro.

### Catalina Island Conservancy
La maggior parte dell'isola appartiene alla Catalina Island Conservancy, un'organizzazione senza scopo di lucro. Il progetto della Catalina Island Conservancy è di essere guardiano responsabile dei suoi terreni tra una conservazione bilanciata, educazione e divertimento. Questa organizzazione protegge la magnificenza naturale e l'eredità culturale di Santa Catalina, controllando circa 170 km² di terreno (l'88% dell'isola), 80 km di coste, l'aeroporto e la rete stradale.

### Restrizioni per i veicoli a motore
L'uso di veicoli a motore sull'isola è limitato; c'è un limite sul numero di auto registrate che possono circolare, il che si traduce in una lista d'attesa per portare automobili sull'isola lunga 10 anni. La maggior parte dei residenti si muove tramite golf cart. I turisti possono assumere un taxi alla Catalina Transportation Services. Le biciclette sono un sistema di trasporto popolare. C'è un grosso numero di agenzie che affittano biciclette e golf cart sull'isola. Soltanto la città di Avalon è aperta al pubblico senza restrizioni.

### Mare
Grazie alla bellezza dei fondali e ai relitti della zona, sono popolari i tour con le barche dal fondo trasparente e le immersioni subacquee. Lover's Cove, ad est della cittadina, e Descanso Beach, a ovest del casinò, sono popolari punti d'immersione.
Nonostante i turisti, raramente esiste la possibilità di fare surf; due spiagge sul lato esterno dell'isola offrono buone onde: si tratta delle spiagge di Shark Harbor e di Ben Weston.

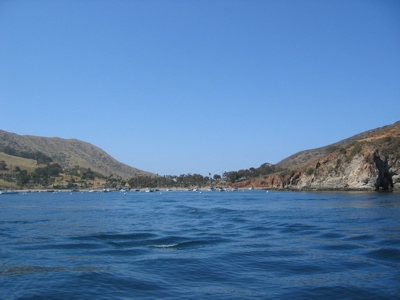
Two Harbors, il più piccolo tra i due centri abitati dell'isola

### Two Harbors
Two Harbors è il secondo, e molto più piccolo, villaggio dell'isola. Situato sull'istmo dell'isola di Catalina a nord di Avalon, è l'approdo primario per chi desidera visitare la parte occidentale dell'isola. È accessibile tramite barca da San Pedro e via bus da Avalon.

### Museo
Il museo dell'Isola di Catalina, situato all'interno di un antico casinò, è anche un'attrazione e, allo stesso tempo, conserva l'eredità culturale con una collezione di oltre 100 000 manufatti, inclusi oltre 7 000 anni di storia dei nativi americani, oltre 10 000 fotografie e immagini, una larga collezione di ceramica e tegole fabbricate a Catalina, modellini di navi e molto altro. I programmi del museo includono tour della città di Avalon, classi per studenti, lezioni e altro.

## Curiosità
L'isola fu l'ultima area in tutti gli Stati Uniti a utilizzare un centralino telefonico manuale, nel 1978 la rete telefonica fu aggiornata all'odierna composizione a toni.
Il nome della versione 10.15 del sistema operativo macOS di Apple è dedicato a quest'isola.
Nel videogioco del 2020 della Naughty Dog The Last of Us Parte II l'isola viene menzionata, mentre l'edificio del Casinò fa da sfondo alla schermata principale dopo il completamento del gioco.
Fu al largo dell'Isola di Santa Catalina che nel 1981 perse la vita l'attrice Natalie Wood.